# USS Weaver (DE-741)
USS Weaver (DE-741) là một tàu hộ tống khu trục lớp Cannon từng phục vụ cùng Hải quân Hoa Kỳ trong Chiến tranh Thế giới thứ hai. Nó là chiếc tàu chiến duy nhất của Hải quân Hoa Kỳ được đặt cái tên này, theo tên thủy thủ Luther Dayton Weaver (1920-1941), người từng phục vụ cùng Không đoàn Tuần tra 2 tại Căn cứ Không lực Hải quân Kaneohe và đã tử trận trong vụ tấn công Trân Châu Cảng vào ngày 7 tháng 12, 1941. Nó đã phục vụ cho đến khi chiến tranh kết thúc, xuất biên chế năm 1947, rồi được chuyển cho Hải quân Peru năm 1952, và tiếp tục phục vụ như là chiếc BAP Rodriguez (D-63) cho đến năm 1979. Con tàu bị tháo dỡ sau đó. Weaver được tặng thưởng chín Ngôi sao Chiến trận do thành tích phục vụ trong Thế Chiến II.

## Thiết kế và chế tạo
Lớp Cannon có thiết kế hầu như tương tự với lớp Buckley dẫn trước; khác biệt chủ yếu là ở hệ thống động lực Kiểu DET (diesel electric tandem). Các động cơ diesel đặt nối tiếp nhau dẫn động máy phát điện để cung cấp điện năng quay trục chân vịt cho con tàu. Động cơ diesel có ưu thế về hiệu suất sử dụng nhiên liệu, giúp cho lớp Cannon cải thiện được tầm xa hoạt động, nhưng đánh đổi lấy tốc độ chậm hơn.
Vũ khí trang bị bao gồm ba pháo 3 in (76 mm)/50 cal trên tháp pháo nòng đơn có thể đối hạm hoặc phòng không, một khẩu đội pháo phòng không Bofors 40 mm nòng đôi và tám pháo phòng không Oerlikon 20 mm. Vũ khí chống ngầm bao gồm một dàn súng cối chống tàu ngầm Hedgehog Mk. 10 (có 24 nòng và mang theo 144 quả đạn); hai đường ray Mk. 9 và tám máy phóng K3 Mk. 6 để thả mìn sâu. Con tàu vẫn giữ lại ba ống phóng ngư lôi Mark 15 21 inch (533 mm). Thủy thủ đoàn đầy đủ bao gồm 15 sĩ quan và 201 thủy thủ.
Weaver được đặt lườn tại xưởng tàu của hãng Western Pipe and Steel Company ở Los Angeles, California vào ngày 13 tháng 3, 1943. Nó được hạ thủy vào ngày 4 tháng 7, 1943, được đỡ đầu bởi bà John Franklin Weaver, mẹ thủy thủ Weaver, và nhập biên chế cùng Hải quân Hoa Kỳ vào ngày 31 tháng 12, 1943 dưới quyền chỉ huy của Hạm trưởng, Thiếu tá Hải quân Richard Starr Paret.

## Lịch sử hoạt động

### USSWeaver
Trong những tháng đầu năm 1944, Weaver tiến hành chạy thử máy và huấn luyện tại khu vực dọc bờ biển California. Nó khởi hành từ vịnh San Francisco vào ngày 2 tháng 3 để hướng sang khu vực Tây Thái Bình Dương, có chặng dừng qua đêm tại Trân Châu Cảng vào đêm 14-15 tháng 3 trước khi tiếp tục hành trình. Đi ngang qua Kwajalein, con tàu đi đến Majuro vào cuối tháng 3, nơi nó gia nhập thành phần hộ tống cho Đội đặc nhiệm 50.17, đội tiếp liệu và tiếp nhiên liệu của Đệ Ngũ hạm đội. Chiếc tàu hộ tống khu trục đã hoạt động trong thành phần hộ tống bảo vệ cho đội hậu cần, trong biên chế của Đệ Tam và Đệ Ngũ hạm đội, trong suốt thời gian còn lại của Thế Chiến II.
Hoạt động từ căn cứ tại Majuro, Weaver hộ tống cho các tàu tiếp dầu đi đến các điểm hẹn tiếp nhiên liệu cho lực lượng đặc nhiệm tàu sân bay nhanh, trong suốt hoạt động không kích xuống Truk, Satawan và Ponape vào cuối tháng 4 và đầu tháng 5. Chuyển căn cứ đến Eniwetok không lâu sau đó, nó tiếp tục bảo vệ cho đội tiếp liệu trong chiến dịch tấn công lên Saipan vào tháng 6, và trong suốt mùa Hè đã hỗ trợ hoạt động của các tàu sân bay trong việc chiếm đóng khu vực Tây quần đảo Caroline và Palau. Sau chiến dịch này, đội tiếp liệu lại chuyển căn cứ, hoạt động từ Seeadler Harbor tại đảo Manus thuộc quần đảo Admiralty trong một thời gian ngắn, và sau đó từ Ulithi tại khu vực Tây Caroline cho đến khi Thế Chiến II chấm dứt.
Ulithi được sử dụng làm căn cứ cho Lực lượng Đặc nhiệm 38/58 trong năm cuối cùng của cuộc chiến  tranh tại Thái Bình Dương. Weaver đã hộ tống cho các tàu tiếp dầu đi đến căn cứ này để đổ đầy các bồn chứa của chúng, rồi trở ra khơi để tiếp nhiên liệu cho các tàu sân bay. Nhờ có được thời gian hoạt động lâu dài trên biển, các đội đặc nhiệm tàu sân bay nhanh đã duy trì một sức ép liên tục trong suốt các cuộc đổ bộ lên Luzon, tấn công lên Iwo Jima, cũng như trong suốt chiến dịch Okinawa. Trong giai đoạn gần kết thúc chiến tranh, các hoạt động hộ tống của Weaver còn hỗ trợ cho các hoạt động không kích lên các đảo chính quốc Nhật Bản vào mùa Hè năm 1945.
Khi Nhật Bản chấp nhận đầu hàng vào ngày 15 tháng 8 giúp kết thúc cuộc xung đột, Weaver đang cùng Đội đặc nhiệm 30.8 tiếp nhiên liệu cho các tàu sân bay thuộc Đệ Tam hạm đội. Vào ngày 28 tháng 8, nó đưa một thủy thủ đoàn, bao gồm Trung tá Hải quân Hiram H. Cassedy, bốn sĩ quan và 40 thủy thủ, từ tàu tiếp liệu tàu ngầm Proteus (AS-19) sang tiếp quản chiếc tàu ngầm I-400. I-400 đã đầu hàng lực lượng Đồng Minh tại một vị trí cách 500 nmi (930 km) về phía Đông Bắc Tokyo, rồi được Weaver cùng với tàu khu trục Blue (DD-744) áp giải tiến vào Sagami Wan, đến nơi vào ngày 29 tháng 8.<ref>Hackett, Bob; Kingsepp, Sander (ngày 12 tháng 3 năm 2016). "IJN Submarine I-400: Tabular Record of Movement". combinedfleet.com. Truy cập ngày 26 tháng 4 năm 2022.{{Chú thích web}}:  Quản lý CS1: năm (liên kết) Chiếc tàu hộ tống khu trục bắt đầu hoạt động cùng lực lượng chiếm đóng, và trong một tháng tiếp theo sau đã giúp vào việc di tản những cựu tù binh chiến tranh Đồng Minh rời Nhật Bản.
Hoàn thành nhiệm vụ vào ngày 2 tháng 10, Weaver đi đến Yokosuka để bắt đầu hành trình quay trở về Hoa Kỳ. Đi ngang qua Trân Châu Cảng, San Pedro, California và kênh đào Panama, nó về đến Philadelphia, Pennsylvania vào ngày 22 tháng 11, và bắt đầu chuẩn bị để ngừng hoạt động. Vào cuối tháng 12, nó di chuyển xuống phía Nam đến Green Cove Springs, Florida, nơi nó được đưa về Hạm đội Dự bị Đại Tây Dương. Con tàu chính thức xuất biên chế vào ngày 29 tháng 5, 1947.

### BAPRodriguez(DE-63/F-63)
Sau hơn năm năm bị bỏ không trong thành phần dự bị, vào ngày 21 tháng 2, 1952, Weaver được chuyển cho Peru trong khuôn khổ Chương trình Viện trợ Quân sự. Tên nó được cho rút khỏi danh sách Đăng bạ Hải quân Hoa Kỳ vào ngày 18 tháng 4, 1952. Chiếc tàu hộ tống khu trục tiếp tục phục vụ cùng Hải quân Peru như tàu khu trục BAP Rodriguez (D-63), rồi như một tàu frigate (F-63), và cuối cùng như một tàu tiếp liệu tàu ngầm. Con tàu ngừng hoạt động vào khoảng cuối năm 1979 hoặc đầu năm 1980 và bị tháo dỡ sau đó.

## Phần thưởng
Weaver được tặng thưởng chín Ngôi sao Chiến trận do thành tích phục vụ trong Thế Chiến II.
|                                                       |  |             |
| Silver star · Bronze star · Bronze star · Bronze star |  | Bronze star |

| Huân chương Chiến dịch Hoa Kỳ                                           |                                      |                                                             |
| Huân chương Chiến dịch Châu Á-Thái Bình Dương với 8 Ngôi sao Chiến trận | Huân chương Chiến thắng Thế Chiến II | Huân chương Giải phóng Philippine với 1 Ngôi sao Chiến trận |